# Thripsaphis scabra
Thripsaphis scabra är en insektsart som beskrevs av Hille Ris Lambers 1974. Thripsaphis scabra ingår i släktet Thripsaphis och familjen långrörsbladlöss. Inga underarter finns listade i Catalogue of Life.